# Polacanthus
Polacanthus (Polacanthus foxii, do latim "muitos espigões") foi uma espécie de dinossauro herbívoro e quadrúpede que viveu durante a primeira metade do período Cretáceo. Media cerca de 4 metros de comprimento, 1,5 metros de altura, e pesava cerca de 1,3 toneladas.
O polacanto viveu na Europa e seus fósseis foram encontrados na Inglaterra em 1865 por Richard Owen.

## Outras espécies
- Polacanthus rudgwickensis